# 秘鲁地理

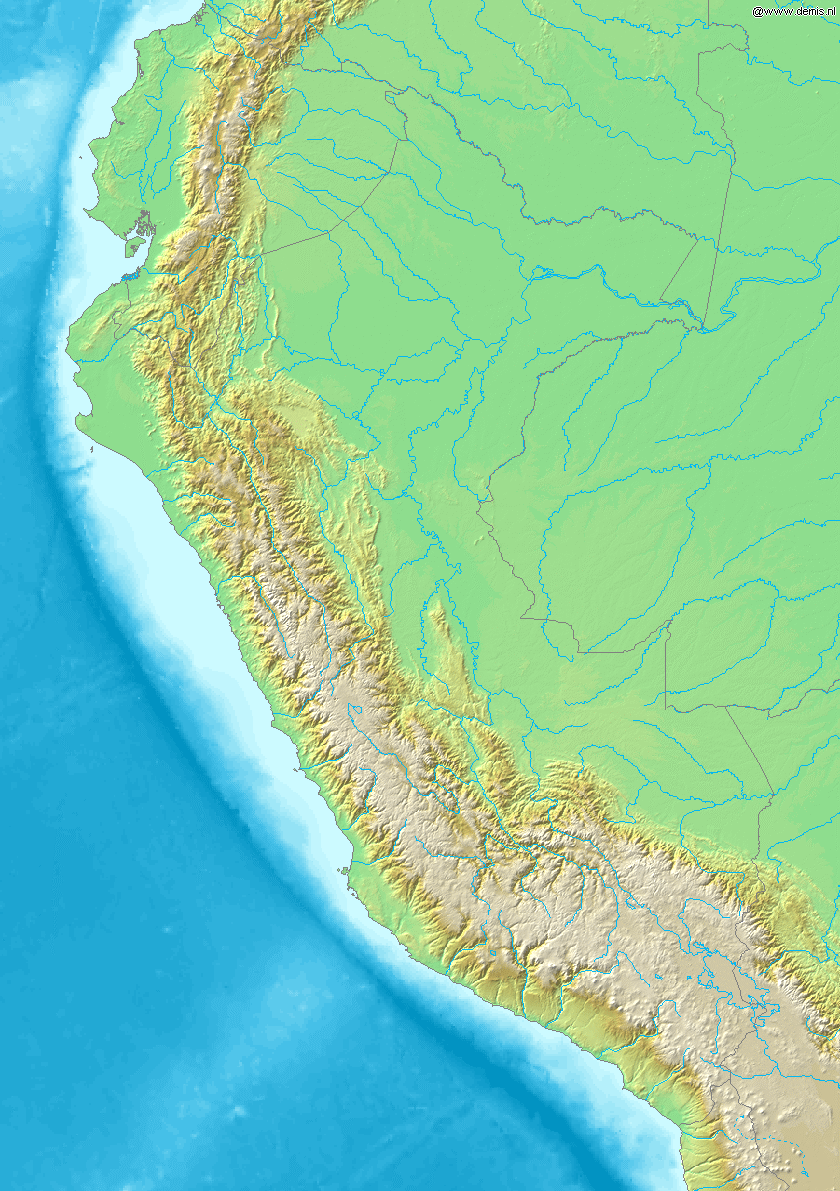
秘鲁地形图

秘鲁面积1,285,220平方公里，約為墨西哥的三分之二大小。该国北鄰厄瓜多尔和哥伦比亚，東與巴西和玻利维亚接壤，南接智利，西臨太平洋。

## 地貌
安第斯山脉纵贯国土南北，把秘鲁分为三个地理区：山脉以西的沿岸区是狭长的平原，除季节性河流河谷地区外气候干旱；高原区即安第斯山区，阿尔蒂普拉诺高原和全国最高的山峰──海拔6,768米的瓦斯卡兰山都位于该区；第三个区域是佔全国土地面积60%的亚马孙林区，区内是被亚马孙雨林覆盖的广阔的低地，位于山脉以东。
秘鲁境内大部分河流发源于安第斯山脉，注入三个主要流域之一。注入太平洋的河流多为间歇性，斜度较高，长度较短；亚马孙河支流的长度较长，流量较大，流出高原区后斜度降低；注入的的喀喀湖的河流则以长度短、流量大为特征。秘鲁境内最长的河流依次为乌卡亚利河、马拉尼翁河、普图马约河、雅瓦里河、瓦亚加河、乌鲁班巴河、曼塔罗河和亚马孙河。

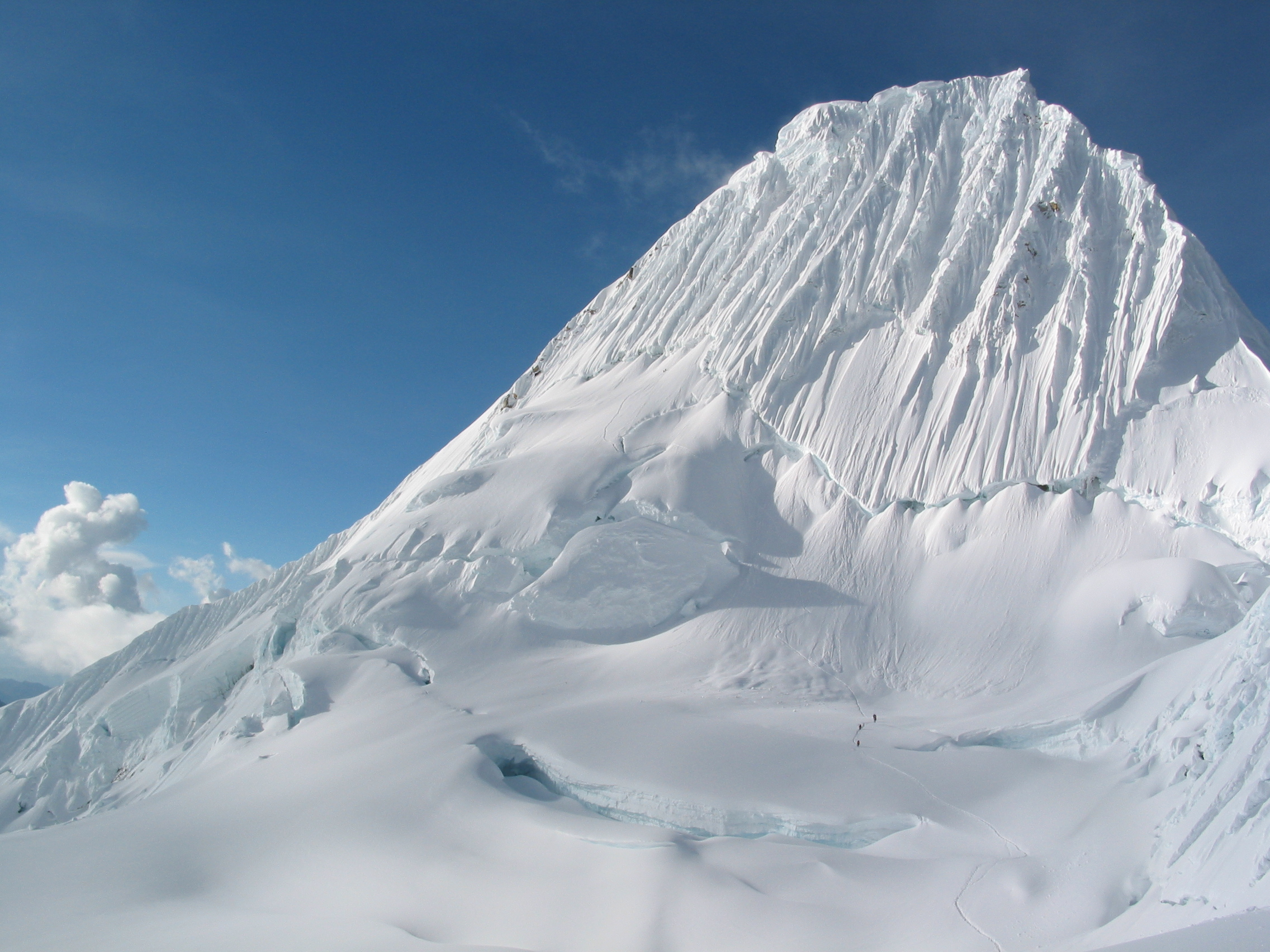
安第斯山脉的山峰是秘鲁很多河流的源头

## 气候
与其他赤道国家不同，秘鲁的气候不是单一的热带；安第斯山脉和秘鲁寒流使全国各地的气候有较大的差异。沿岸区气候温和、湿度高但降水量低，但该区北部因副熱帶高壓壟罩，與秘魯涼流之引響，屬於降水稀少的沙漠氣候；高原区夏季多雨，气温和湿度随海拔高度上升而下降；亚马孙林区温暖多雨，但南端的冬季寒冷，不是四季都有降水。

## 自然资源
因为丰富的地理和气候形态，秘鲁境内的生物多样性极高：截至2003年，该国发现21,462种动物和植物，其中5,855种是特有种。秘鲁政府设立了几个国家公园进行保育工作。